# Rogeria exsulans
Rogeria exsulans is een mierensoort uit de onderfamilie van de Myrmicinae. De wetenschappelijke naam van de soort is voor het eerst geldig gepubliceerd in 1967 door Wilson & Taylor.